# Bahrain Elite Endurance Triathlon Team

Logo des „Bahrain Endurance 13 Team“

Das Bahrain Elite Endurance Triathlon Team ist ein Triathlon-Team mit internationaler Beteiligung mit Sitz in Bahrain.

## Organisation
Anfang des Jahres 2015 wurde von Scheich Nasser Bin Hamad Al Khalifa das Bahrain Elite Endurance Triathlon Team gegründet und im Mai erstmals offiziell vorgestellt. Er will damit auch bei der Bevölkerung der Golfstaaten auf die Leistungen im Ausdauersport aufmerksam machen.
Das Ziel dieses Teams sind internationale Erfolge auf der Triathlon-Langdistanz und somit gilt im Oktober die Weltmeisterschaft im Rahmen des Ironman Hawaii als einer der Höhepunkte in der laufenden Saison. Das Team wurde in den ersten Jahren vom Australier Chris McCormack (zweifacher Ironman-Weltmeister) geleitet. Seit 2018 ist Scheich Nasser Bin Hamad Al Khalifa Teamchef.

### Mitglieder des Bahrain Victorious 13 Teams
Die aktuelle Mitglieder des internationalen Athleten-Teams im „Bahrain Endurance 13 Team“ sind (Stand: 17. Februar 2025):
- Cassandre Beaugrand
- Emma Lombardi
- India Lee
- Léo Bergère
- Vincent Luis
- Katrina Matthews
- Lauren Parker
- Jelle Geens
- Marten Van Riel
- Max Neumann
- Kacper Stepniak
- Vasco Vilaça
- Taylor Knibb

### Ehemalige Athleten
| Athlet                             | Zeitraum    | Anmerkungen                     |
| ---------------------------------- | ----------- | ------------------------------- |
| Kate Waugh                         | 2024        |                                 |
| Max Stapley                        | 2024        |                                 |
| Hayden Wilde                       | 2024        |                                 |
| Amelia Watkinson                   | 2023        |                                 |
| Georgia Taylor-Brown               | 2022 – 2024 |                                 |
| Joe Skipper                        | 2022 – 2024 |                                 |
| Henri Schoeman                     | 2021 – 2024 |                                 |
| Kristian Blummenfelt               | 2021 – 2022 |                                 |
| Tyler Mislawchuk                   | 2021 – 2022 |                                 |
| Vicky Holland                      | 2019 – 2021 |                                 |
| Ben Kanute                         | 2019 – 2021 |                                 |
| Ashleigh Gentle                    | 2018 – 2021 |                                 |
| Alistair Brownlee                  | 2017 – 2024 |                                 |
| Holly Lawrence                     | 2017 – 2023 |                                 |
| Mikel Calahorra                    | 2017        | erster Age-Group-Athlet im Team |
| Shaikh Nasser bin Hamad Al Khalifa | 2016 – 2018 | seit 2018 Teamchef              |
| Daniela Ryf                        | 2015 – 2024 |                                 |
| Jan Frodeno                        | 2015 – 2023 |                                 |
| Javier Gómez Noya                  | 2015 – 2022 |                                 |
| David Plese                        | 2015 – 2022 |                                 |
| Terenzo Bozzone                    | 2015 – 2020 |                                 |
| Jodie Cunnama                      | 2015 – 2018 |                                 |
| Ben Hoffman                        | 2015 – 2018 |                                 |
| Brent McMahon                      | 2015 – 2018 |                                 |
| Caroline Steffen                   | 2015 – 2018 |                                 |
| Sam Appelton                       | 2015 – 2016 |                                 |
| James Cunnama                      | 2015 – 2016 |                                 |
| Luke Bell                          | 2015        |                                 |
| Joseph Gambles                     | 2015        |                                 |
| Josh Amberger                      | 2015        |                                 |
| Paul Ambrose                       | 2015        |                                 |
| Fredrik Croneborg                  | 2015        |                                 |
| Sebastian Kienle                   | 2015        |                                 |
| Chris McCormack                    | 2015        | Teamchef 2015 – 2017            |
| Domenico Passuello                 | 2015        |                                 |
| Eric Watson                        | 2015        |                                 |

## Erfolge

### Saison 2019
| Datum/Jahr    | Rang | Wettbewerb                  | Austragungsort | Athlet      | Zeit     |
| ------------- | ---- | --------------------------- | -------------- | ----------- | -------- |
| 12. Okt. 2019 | 1    | Ironman World Championships | Hawaii         | Jan Frodeno | 07:51:13 |

### Saison 2018
Die Schweizerin Caroline Steffen war ebenso wie der Schwede Fredrik Croneborg seit 2015 im Team und für sie wurden 2018 die Australierin Ashleigh Gentle und der US-Amerikaner Ben Kanute ins 13-köpfige Team aufgenommen.
| Datum/Jahr    | Rang | Wettbewerb                       | Austragungsort | Athlet      | Zeit     |
| ------------- | ---- | -------------------------------- | -------------- | ----------- | -------- |
| 13. Okt. 2018 | 1    | Ironman World Championships      | Hawaii         | Daniela Ryf | 08:26:16 |
| 1. Sep. 2018  | 1    | Ironman 70.3 World Championships | Port Elizabeth | Daniela Ryf | 04:01:13 |

### Saison 2017
Neu im Team aufgenommen für die Saison 2017 wurden die Britin Holly Lawrence (amtierende Ironman-70.3-Weltmeisterin) und ihr Landsmann Alistair Brownlee (Doppel-Olympiasieger Kurzdistanz) sowie der Spanier Mikel Calahorra (als erster Age-Group-Athlet), der das Team aber nach seiner ersten Saison wieder verließ. Der Deutsche Sebastian Kienle ist 2017 nicht mehr im Team.
| Datum/Jahr    | Rang | Wettbewerb                         | Austragungsort | Athlet            | Zeit     |
| ------------- | ---- | ---------------------------------- | -------------- | ----------------- | -------- |
| 14. Okt. 2017 | 1    | Ironman World Championships        | Hawaii         | Daniela Ryf       | 08:50:47 |
| 9. Sep. 2017  | 1    | Ironman 70.3 World Championships   | Chattanooga    | Daniela Ryf       | 04:11:59 |
| 23. Juli 2017 | 1    | Ironman USA                        | Lake Placid    | Brent McMahon     | 08:13:53 |
| 9. Juli 2017  | 1    | Challenge Roth                     | Roth           | Daniela Ryf       | 08:40:03 |
| 2. Juli 2017  | 1    | Ironman Austria                    | Klagenfurt     | Jan Frodeno       | 07:57:20 |
| 11. Juni 2017 | 1    | ITU World Championship Series 2017 | Leeds          | Alistair Brownlee | 01:46:51 |
| 13. Mai 2017  | 1    | Ironman 70.3 Santa Rosa            | Sonoma County  | Holly Lawrence    | 04:13:20 |
| 6. Mai 2017   | 1    | Ironman 70.3 St. George            | St. George     | Holly Lawrence    | 04:12:07 |
| 2. Apr. 2017  | 1    | Ironman South Africa               | Port Elizabeth | Daniela Ryf       | 08:47:01 |
| 2. Apr. 2017  | 1    | Ironman South Africa               | Port Elizabeth | Ben Hoffman       | 07:58:40 |
| 27. Jan. 2017 | 1    | Ironman 70.3 Dubai                 | Dubai          | Daniela Ryf       | 04:01:40 |
| 27. Jan. 2017 | 1    | Ironman 70.3 Dubai                 | Dubai          | Javier Gómez      | 03:42:21 |

### Saison 2016
Im Mai 2016 gewann der Kanadier Brent McMahon den Ironman Brasil und stellte mit seiner Siegerzeit von 7:46:10 Stunden die zweitschnellste je bei einem Ironman-Rennen erzielte Zeit ein – nur zwölf Sekunden hinter dem Weltrekord des Belgiers Marino Vanhoenacker (2011, Ironman Austria).

Im Juli gewann die beiden amtierende Ironman-Weltmeister Daniela Ryf und Jan Frodeno den Challenge Roth. Frodeno erzielte mit seiner Siegerzeit von 7:35:39 Stunden eine neue Weltbestzeit auf der Langdistanz und Ryf stellte nach 8:22:04 Stunden die drittschnellste je von einer Frau erreichte Zeit ein.

Caroline Steffen wurde im September ITU-Vize-Weltmeisterin auf der Langdistanz.
2016 konnte er sich acht Athleten aus dem Team für einen Startplatz beim Ironman Hawaii qualifizieren: Die beiden Titelverteidiger Daniela Ryf und Jan Frodeno sowie Jodie Swallow, David Pleše, James Cunnama, Terenzo Bozzone, Ben Hoffman und Brent McMahon.

| Datum/Jahr    | Rang | Wettbewerb                                      | Austragungsort  | Athlet            | Zeit     |
| ------------- | ---- | ----------------------------------------------- | --------------- | ----------------- | -------- |
| 4. Dez. 2016  | 1    | Ironman Western Australia                       | Busselton       | Terenzo Bozzone   | 07:51.26 |
| 12. Nov. 2016 | 1    | Ironman Malaysia                                | Langkawi        | Fredrik Croneborg | 08:39:12 |
| 8. Okt. 2016  | 1    | Ironman World Championships                     | Hawaii          | Daniela Ryf       | 08:46:46 |
| 8. Okt. 2016  | 1    | Ironman World Championships                     | Hawaii          | Jan Frodeno       | 08:06:30 |
| 4. Sep. 2016  | 2    | ITU Long Distance Triathlon World Championships | Oklahoma        | Caroline Steffen  | 06:44:40 |
| 4. Sep. 2016  | 2    | Ironman 70.3 World Championships                | Mooloolaba      | Sebastian Kienle  | 03:44:16 |
| 24. Juli 2016 | 1    | Ironman Switzerland                             | Zürich          | Daniela Ryf       | 08:53:49 |
| 17. Juli 2016 | 1    | Challenge Roth                                  | Roth            | Daniela Ryf       | 08:22:04 |
| 17. Juli 2016 | 1    | Challenge Roth                                  | Roth            | Jan Frodeno       | 07:35:39 |
| 12. Juni 2016 | 1    | Ironman Cairns                                  | Cairns          | Jodie Swallow     | 09:06:17 |
| 5. Juni 2016  | 1    | Ironman 70.3 Switzerland                        | Rapperswil-Jona | Daniela Ryf       | 04:09:54 |
| 29. Mai 2016  | 1    | Ironman Brasil                                  | Florianópolis   | Brent McMahon     | 07:46:10 |
| 7. Mai 2016   | 1    | Challenge Taiwan                                | Taitung         | Fredrik Croneborg | 08:30:28 |
| 10. Apr. 2016 | 1    | Ironman South Africa                            | Port Elizabeth  | Ben Hoffman       | 08:12:36 |
| 20. Feb. 2016 | 2    | Xterra South Africa                             | Waco            | James Cunnama     |          |
| 29. Jan. 2016 | 1    | Ironman 70.3 Dubai                              | Dubai           | Daniela Ryf       | 04:01:09 |
| 29. Jan. 2016 | 2    | Ironman 70.3 Dubai                              | Dubai           | Caroline Steffen  | 04:05:01 |
| 29. Jan. 2016 | 1    | Ironman 70.3 Dubai                              | Dubai           | Jan Frodeno       | 03:34:48 |
| 24. Jan. 2016 | 1    | Ironman 70.3 South Africa                       | East London     | Jodie Swallow     | 04:23:28 |
| 24. Jan. 2016 | 3    | Ironman 70.3 South Africa                       | East London     | James Cunnama     | 04:09:11 |

### Saison 2015
Im Juli 2015 konnte das Team beim Ironman Germany mit Daniela Ryf und Jan Frodeno bei den Männern jeweils den Europameister stellen und mit Sebastian Kienle sowie Caroline Steffen noch einen zweiten bzw. dritten Rang erzielen. Bei den Ironman 70.3-Weltmeisterschaften wurden Ryf und Frodeno auch jeweils Weltmeister auf der Mitteldistanz. Mit Kienle auf dem zweiten und Gómez auf dem dritten Rang konnte das Team bei den Männern das komplette Podest belegen. Im Oktober konnte das Team bei der Ironman-Weltmeisterschaft auf Hawaii mit Daniela Ryf und Jan Frodeno sowohl den Sieger bei den Frauen als auch den Männern stellen.
Paul Ambrose hat das Team nach dieser Saison verlassen.

| Datum/Jahr    | Rang | Wettbewerb                            | Austragungsort    | Athlet           | Zeit     |
| ------------- | ---- | ------------------------------------- | ----------------- | ---------------- | -------- |
| 5. Dez. 2015  | 1    | Ironman 70.3 Bahrain                  | Manama            | Daniela Ryf      | 03:28:20 |
| 5. Dez. 2015  | 2    | Ironman 70.3 Bahrain                  | Manama            | Caroline Steffen | 03:37:45 |
| 10. Okt. 2015 | 1    | Ironman World Championships           | Hawaii            | Daniela Ryf      | 08:57:57 |
| 10. Okt. 2015 | 1    | Ironman World Championships           | Hawaii            | Jan Frodeno      | 08:14:39 |
| 4. Okt. 2015  | 1    | Ironman Barcelona                     | Calella           | David Pleše      | 08:02:21 |
| 26. Sep. 2015 | 2    | Ironman Mallorca                      | Alcúdia           | James Cunnama    | 08:19:36 |
| 30. Aug. 2015 | 1    | Ironman 70.3 World Championships      | Zell am See       | Daniela Ryf      | 04:11:34 |
| 30. Aug. 2015 | 1    | Ironman 70.3 World Championships      | Zell am See       | Jan Frodeno      | 03:51:19 |
| 30. Aug. 2015 | 2    | Ironman 70.3 World Championships      | Zell am See       | Sebastian Kienle | 03:52:48 |
| 30. Aug. 2015 | 3    | Ironman 70.3 World Championships      | Zell am See       | Javier Gómez     | 03:55:05 |
| 2. Aug. 2015  | 1    | ITU World Olympic Qualification Event | Rio de Janeiro    | Javier Gómez     | 01:48:26 |
| 1. Aug. 2015  | 2    | Triathlon EDF Alpe d’Huez             | Alpe d’Huez       | James Cunnama    | 05:57:04 |
| 2. Aug. 2015  | 1    | Ironman 70.3 Philippines              | Camarines Sur     | Caroline Steffen | 04:23:54 |
| 5. Juli 2015  | 1    | Ironman European Championships        | Frankfurt am Main | Daniela Ryf      | 08:51:00 |
| 5. Juli 2015  | 3    | Ironman European Championships        | Frankfurt am Main | Caroline Steffen | 09:11:55 |
| 5. Juli 2015  | 1    | Ironman European Championships        | Frankfurt am Main | Jan Frodeno      | 07:49:48 |
| 5. Juli 2015  | 2    | Ironman European Championships        | Frankfurt am Main | Sebastian Kienle | 08:01:39 |
| 14. Juni 2015 | 1    | Ironman 70.3 Staffordshire            | Staffordshire     | Javier Gómez     | 04:02:13 |
| 14. Juni 2015 | 1    | Ironman 70.3 Cairns                   | Cairns            | Caroline Steffen | 04:19:41 |
| 7. Juni 2015  | 1    | Ironman 70.3 Kraichgau                | Kraichgau         | Sebastian Kienle | 03:51:56 |
| 7. Juni 2015  | 1    | Ironman 70.3 Switzerland              | Rapperswil-Jona   | Daniela Ryf      | 04:08:43 |
| 17. Mai 2015  | 1    | Ironman 70.3 Barcelona                | Barcelona         | Jan Frodeno      | 04:03:28 |
| 10. Mai 2015  | 1    | Ironman 70.3 Vietnam                  | Đà Nẵng           | Caroline Steffen | 04:21:40 |
| 10. Mai 2015  | 1    | Ironman 70.3 Vietnam                  | Đà Nẵng           | James Cunnama    | 03:51:29 |
| 10. Mai 2015  | 3    | Ironman 70.3 Vietnam                  | Đà Nẵng           | Terenzo Bozzone  | 03:57:07 |
| 9. Mai 2015   | 1    | Ironman 70.3 Mallorca                 | Alcúdia           | Daniela Ryf      | 04:17:25 |
| 3. Mai 2015   | 1    | Ironman Australia                     | Port Macquarie    | Paul Ambrose     | 08:35:53 |
| 2. Mai 2015   | 2    | Ironman 70.3 St. George               | St. George        | Brent McMahon    | 03:53:22 |
| 2. Mai 2015   | 3    | Ironman 70.3 St. George               | St. George        | Jodie Swallow    | 04:21:32 |

## Kritik am Team
Menschenrechtsorganisationen verweisen darauf, dass Sportler, die für dieses Team starten, sich als Aushängeschild und Sympathieträger für ein Land und dessen Regierung gebrauchen lassen, das sich durch massive Menschenrechtsverletzungen auszeichnet und Gewalt als legitimes Mittel zur Durchsetzung politischer Ziele betrachtet.

Insbesondere der Gründer dieses Teams Scheich Nasser Bin Hamad Al Khalifa hat sich neben sportlichen Leistungen (Ironman-Hawaii-Finisher, 2018) durch problematische Aussagen zum Umgang mit politischen Gegnern und auswärtigen Feinden hervorgetan. Nasser Bin Hamad Al Khalifa ist Oberkommandant in der königlichen Garde. Er steht in der Thronfolge an vierter Stelle.
Der Name „Bahrain Endurance 13 Team“ des Teams ist auf 13 Menschenrechtsadvokaten, die „Bahrain 13“, zurückzuführen. Sie hatten sich nach den Protesten im Land im Jahr 2011 („Arabischer Frühling“) auf Menschenrechtsverletzungen, unter anderem Folter, aufmerksam gemacht.
Der Deutsche Jan Frodeno startet seit 2015 für das Bahrain Elite Endurance Triathlon Team. Frodeno sieht seinen Sponsor nicht unkritisch, vermeidet es jedoch sich persönlich vom Gründer und Leiter des Teams zu distanzieren oder Kritik an dessen gewaltbereiter, auch vor Folter und Vergeltung nicht zurückschreckender militanter Haltung zu üben.

„Dass sicherlich der Gründer dieses Projektes zweifelhafte Entscheidungen trifft, will ich auf keinen Fall wegdiskutieren. Ich will nur betonen, dass dies (d. h. die Förderung des Sports) vielleicht eine positive Sache ist, die dieser Mensch ins Leben gerufen hat ... Wir sind wirklich vor Ort, verändern dort Sachen, verbringen Zeit dort, wir geben nicht nur einen Namen, sondern setzen uns mit Jugendlichen auseinander und bringen Menschen jeglicher Gesinnung durch den Triathlon zusammen.“

Frodeno begründet seine Teamzugehörigkeit damit, dass er hofft, die sportlichen Erfolge des Teams würden in Bahrain zur Popularität des Ausdauersports Triathlon beitragen und auf diese Weise den inneren Frieden des Landes fördern und zur Verständigung ermutigen.
Sebastian Kienle hatte sich selbst nach der Saison 2016 aufgrund des zweifelhaften Rufs seines Sponsors vorzeitig aus dem Vertrag mit seinem Sponsor gelöst und er spricht von finanzieller Förderung in beträchtlicher Höhe.

„Das war eine falsche Entscheidung und ich habe mich in dem Moment kaufen lassen. Ich mag meinen Sport so unheimlich, weil ich dadurch eine extreme Freiheit genieße, und dann Geld anzunehmen, um damit ein Regime zu repräsentieren, das anderen Menschen die Freiheit nimmt, ging nicht mehr ... Erstmals stand da 'ne ziemlich schöne Zahl für das, was uns da bezahlt worden ist dafür das zu repräsentieren.“